# Coopérative U
Pour le concept de logique mathématique, voir Système U.
Coopérative U (anciennement Système U jusqu'en 2024) est une coopérative de commerçants de grande distribution française présidée par Dominique Schelcher.
Le groupement coopératif rassemble les enseignes Hyper U, Super U, U Express (anciennement Marché U) et Utile, réseau de magasin de proximité présent aussi bien en milieu urbain que dans les communes rurales.
Avec 11,9 % de parts de marché au 18 février 2024, il s'agit du quatrième distributeur alimentaire en France, après le groupement E.Leclerc, le Groupe Carrefour et le groupement Les Mousquetaires. Il est parfois classé au troisième rang lorsque les parts de marché sont affichées par enseigne et non par groupe. U passe alors devant Carrefour mais reste derrière E.Leclerc et Intermarché. En 2024, le groupe compte 1 726 points de vente dans 14 pays.

## Histoire

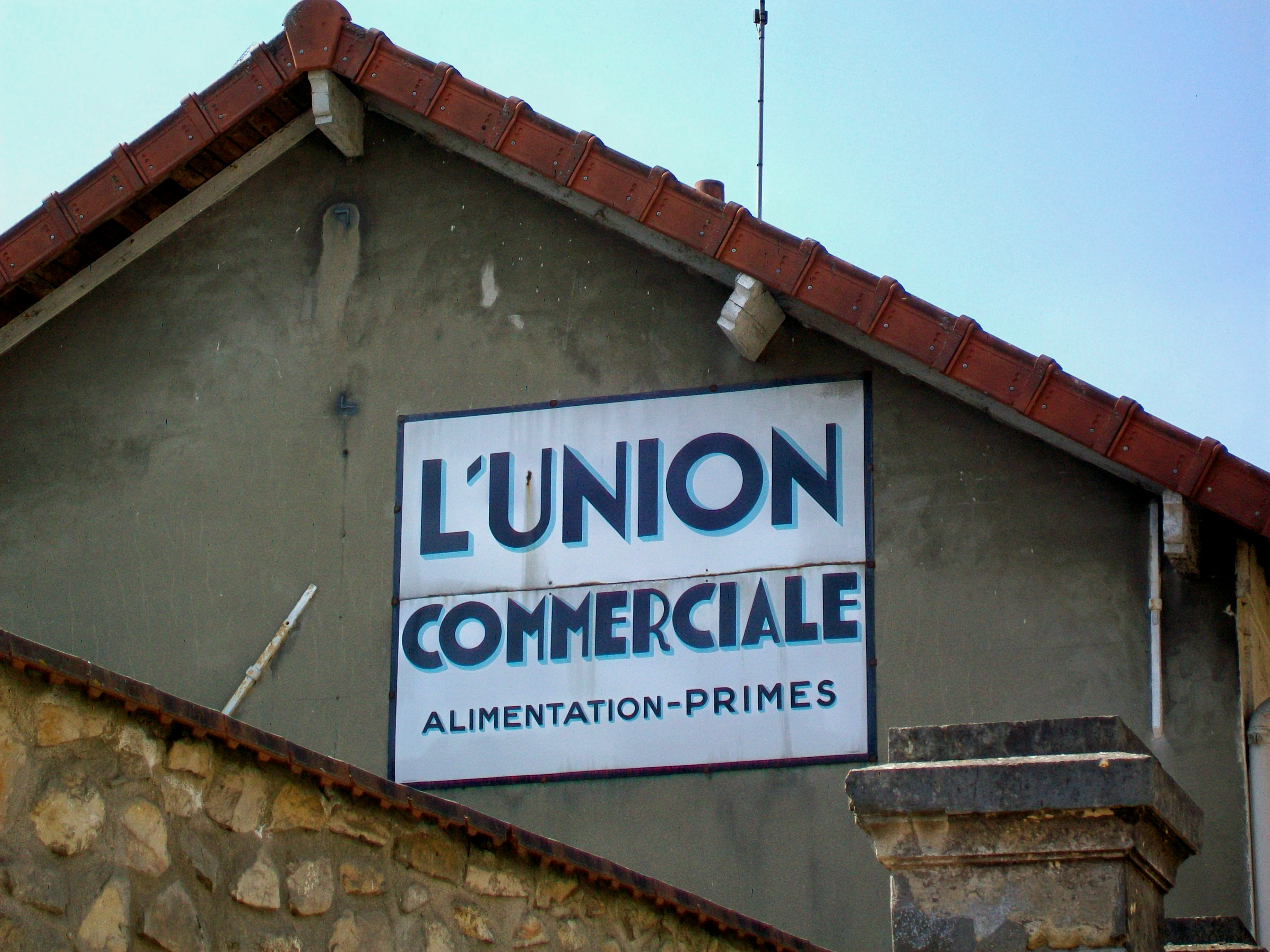
« Unico » est un acronyme d'« Union commerciale de l'Oise ».

En 1894, à Savenay en Loire-Atlantique, l'épicier Auguste Juhel décide de fédérer les commerçants de sa région pour qu'ils puissent faire face à la concurrence des grands magasins. Naît ainsi l'une des premières sociétés d'achats en commun ou en participation entre épiciers détaillants, baptisée Le Pain Quotidien, enseigne qui compte trois adhérents à l'origine,,.
En moins d'une année, l'association compte 9 adhérents, puis 35 au début du siècle. Entre 1894 et 1919, le paysage du commerce se transforme considérablement. Les progrès technologiques ouvrent chaque jour de nouveaux horizons. En 1920, l'association regroupe 300 épiciers affiliés,.

### D'Unico (1924-1975) à Super U (1975-1982)
En février 1922, la fédération française des sociétés d'achats en commun voit le jour, fondée par 32 coopératives de détaillants, notamment l'Union alimentaire de l'Oise (qui dépose en 1924 la marque Unico, pour des produits alimentaires et des produits d'entretien) et la Société des épiciers détaillants de la région parisienne. Deux mois après, le Comptoir coopératif d'achats (CCA) est créé par la fédération, faisant office de centrale d'achats.

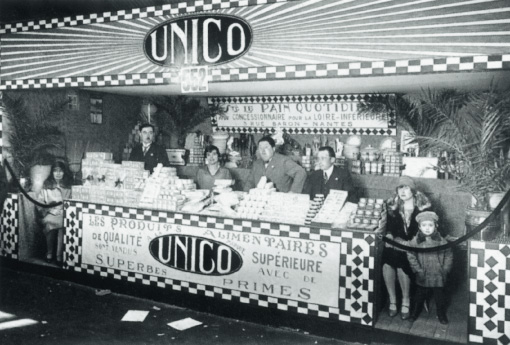
Stand Unico du 19 novembre 1947 au 16 novembre 1958.

En 1928, la marque Unico est déposée par la fédération française des sociétés d'achats en commun pour des produits alimentaires et des produits d'entretien. De centrale d'achats, l'association se mue progressivement en réseau de distribution avec le développement des premières enseignes Unico. C'est une marque exclusive : il faut être membre de la fédération pour la distribuer.
En 1929, 30 000 épiciers détaillants vendent des dizaines de produits Unico. Les tickets primes font leur apparition, 20 tickets s'échangent contre un Stylomine, 500 pour un sac à main noir. La marque de distributeur Unico devient un label.
En 1950, la marque Unico regroupe 130 sociétés coopératives (dont Codec et l'Union des négociants en alimentation (UNA), tous membres de l'Ugal, l'Union des groupements de commerçants indépendants en Europe) et de 10 000 détaillants. C'est le début d'un vaste mouvement autour du principe de commerce indépendant associé.
1958 marque la naissance du groupement Unico. À la suite d'une scission dans le mouvement (départ de Codec et de l'UNA) qui était alors composé de plusieurs sociétés elles-mêmes coopératives, toutes membres du comptoir coopératif d'achats, est créée l'Union des commerçants détaillants indépendants (Unico), regroupant 20 sociétés coopératives.
En 1962, Unico regroupe 70 sociétés coopératives. Elle devient, un an plus tard, la plus grande force française de détaillants alimentaires indépendants[réf. souhaitée]. Ses 6 000 épiciers sont alors sollicités pour placer l'enseigne Unico sur la devanture de leur magasin.
En 1967, alors qu'Unico regroupe 110 sociétés coopératives, c'est le début d'un processus de concentration. En 1969, elle ne compte plus que 75 groupements rassemblés dans une fédération nationale. Dans le même temps, elle développe le libre-service dans son réseau, le principe d'hypermarché et de supermarché se formalise.
En mars 1972, le conseil d'administration du comptoir coopératif d'achat est renouvelé. Le processus de concentration se poursuit. À la suite de la fusion de plusieurs de ses coopératives adhérentes, Unico compte 47 sociétés en avril 1972. Le nombre de détaillants est passé de 10 000 en 1967 à moins de 6 000 en 1972.
En 1973, Jean-Claude Jaunait, alors patron de la région Ouest, prend les rênes de la centrale nationale et y accélère le processus de concentration du groupement.
En 1975, c'est la création de l'enseigne Super U, moteur du développement du groupe : 1 000 m2 de surface moyenne de vente pour 100 places de stationnement. Parallèlement, la concentration d'Unico se poursuit.

### Système U (1982-2024)
En 1982, Système U est créé pour fédérer les différentes sociétés et enseignes d'adhérents. La lettre « U » (grand « U » rouge) d'Unico est choisie pour créer un dénominateur commun aux enseignes du groupe, tandis que le choix du nom Système fait référence au fonctionnement des adhérents de la coopérative. Système U se lance dans le format hypermarché de plus de 2 500 m2 et crée l'enseigne Avenue. En 1988, l'enseigne Avenue devient Hyper U. Cette étape marque le passage d'Unico d'un groupement d'achats à un groupement d'enseignes.
Depuis 1991, les enseignes Marché U (pour les plus de 400 m2) et Super U commencent à supplanter les Unico en tant que « magasin alimentaire de proximité ». Le groupement Système U est divisé en cinq centrales régionales, elles-mêmes fédérées dans une centrale nationale.
En février 1991, Système U compte 71 magasins Marché U et 344 Unico. En décembre de la même année, le groupe compte 150 Marché U et 250 Unico.
En 1994, dans un souci d'efficacité, le nombre des centrales régionales est ramené à quatre : centrale régionale Ouest, centrale régionale Nord-Ouest, centrale régionale Est, centrale régionale Sud.
Entre 1995 et 1997, les derniers magasins Unico sont supplantés par l'enseigne Utile. Il s'agit de l'enseigne de supermarché de proximité de Système U en campagne comptant moins de 400 m2 de surface moyenne de vente.
En 1997, Système U met en place le programme fidélité à points Carte U. Un point acquis par tranche de 20 Francs, avec des jours compte double ou triple, notamment le mardi ou jeudi.
En 1998, Système U s'associe avec les E.Leclerc pour former la centrale d'achats Lucie (L'Union des coopérateurs indépendants européens) dans l'hypothèse d'un rapprochement. À la suite de contestations en interne, à des désaccords et aux réformes diverses de la loi Galland, les deux enseignes décident en 2006 de limiter les missions de Lucie à un partenariat économique inattaquable sur le plan juridique (carburants, logistique, etc.).
En 2000, Système U fait un chiffre d'affaires de 10,53 milliards d'euros (avec carburants), soit une hausse de 13,75 % par rapport à l'année précédente.
En 2006, création de Location U (U Location) un service de location de véhicules utilitaires dans un premier temps puis de voitures. La même année, Système U est condamnée par le tribunal de commerce de Créteil à un remboursement record, 76,8 millions d'euros, pour pratiques commerciales fautives (non-respect du contrat de réciprocité des accords commerciaux, corollaire de la réforme de la loi Galland).
En 2008, naissance de l'enseigne U Express et du service de téléphonie U Mobile,. La même année, le premier hypermarché certifié Haute qualité environnementale est un Hyper U qui ouvre aux Arcs-sur-Argens près de Draguignan, dans le Var.
En 2009, Système U arbore un nouveau logotype, ainsi que ses deux enseignes U Express et Utile (lequel rejoint ainsi de manière plus visible la stratégie de marque). L'enseigne Marché U est progressivement remplacée par les enseignes Super U ou U Express. Courant 2009, Serge Papin, pourtant vice-président d'EMD distribution, annonce que son groupe va changer de centrale d'achat pour AMS.
En 2010, dans le contexte de la loi de modernisation de l'économie, Système U développe une politique de croissance externe par le ralliement des magasins de proximité de la coopérative Le Mistral (240 magasins Coccinelle et Cocci Market), les supermarchés et hypermarchés de Coop de Normandie, puis en 2012 ceux de Coop Atlantique.
En mai 2011, Système U rachète Telemarket, pionnier de la vente à distance de produits alimentaires alors en difficulté, et le rebaptise U-Telemarket, une démarche qui s'inscrit dans la stratégie multi-canal du groupe, mais le 26 juin 2013, U-Telemarket dépose le bilan et cesse ses activités.
Au 31 décembre 2012, plus de 1 500 magasins U sont présents dans toute la France et Système U atteint les 10 points de parts de marché.
Le 11 septembre 2014, Système U et Auchan annoncent un « accord de coopération à l'achat ». Cette alliance consiste à négocier ensemble l'achat de produits, hors produits frais agricoles, et elle permet également au groupement de devenir leader en termes de parts de marché (21,6 % en 2014, pour un chiffre d'affaires de 42 milliards d'euros). En février 2015, les deux entreprises discutent pour approfondir fortement leurs accords dans le but de faire passer les magasins Hyper U sous la marque Auchan et les magasins Simply Market sous la marque Super U. En juillet 2016, les deux entreprises annoncent que cet échange de magasins est remis en question.
En mai 2018, Serge Papin quitte le groupe Système U à la fin de son deuxième mandat. Il passe le relais à Dominique Schelcher, auparavant vice-président de Système U. Avant son départ, Système U noue une alliance avec le groupe Carrefour : « Même si Système U s'est bien développé, il a besoin d'un allié. Dans les négociations internationales avec les grands groupes, on va peser plus lourd […]. Nous, nous sommes des commerçants indépendants, Carrefour est un groupe coté, ce n'est pas du tout le même modèle. Ça n'exclut pas qu'on puisse partager des valeurs communes ». Selon Serge Papin, Carrefour et Système U ont la même position sur les filières agricoles.
En 2019, Système U ouvre ses premiers magasins au Maroc, le premier U Express dans le royaume a été créé à Rabat (740 m2). Deux autres ont suivi, à nouveau à Rabat (1 130 m2) et à Casablanca (1 210 m2). L’associé U au Maroc est Aziz Regragui.
En août 2020, le groupe annonce qu'il va procéder à un test dans quatre de ses points de vente en vendant des produits d'occasion, une première dans l'histoire de la société.
En 2023, Mercure International of Monaco débute un remplacement des enseignes Casino et Géant par Coopérative U au Congo-Brazzaville, au Gabon et au Sénégal .
En février 2024, le groupe Schiever devient partenaire de Coopérative U  et annonce débuter en mars 2025 un remplacement de ses hypermarchés Auchan par Hyper U et ses supermarchés Bi1 par Super U .

### Coopérative U (depuis 2024)
Le 16 mai 2024, Dominique Schelcher annonce aux 1 500 associés une nouvelle ère pour le groupe en le renommant « Coopérative U ». Ce nom est plus en adéquation avec le modèle coopératif du groupe.

## Communication

### Identité visuelle

#### Logo Général

Unico
Logotype d'Unico du 17 novembre 1958 au 6 janvier 1964.
Logotype d'Unico du 7 janvier 1964 au 17 avril 1971.
Logotype d'Unico du 18 avril 1971 à 1975.

Système U
Logo de Système U (du 18 septembre 1987 à août 1994)
Logo de Système U (de septembre 1994 au 26 décembre 2003)
Logo de Système U (du 26 décembre 2003 au 16 janvier 2009)
Logo de Système U (du 16 janvier 2009 au 5 juillet 2018)
Logo de Système U puis de Coopérative U (depuis le 6 juillet 2018)

#### Hyper U, Super U et Marché U

Logo de Super U datant de 1975 à 1988
Logo de Hyper U (du  25 septembre 1988 au 15 janvier 2009)
Logo de Super U (du 25 septembre 1988 au 15 janvier 2009)
Logo de Marché U
Logo de Hyper U (depuis le 15 janvier 2009)
Logo de Super U (depuis le 15 janvier 2009)

#### Uexpress et Utile

Logo d'Utile (du 25 septembre 1995 au 18 juin 2007)
Logo d'Utile (du 18 juin 2007 au 15 janvier 2009)
Logo d'Utile (depuis le 15 janvier 2009).
Logo de U Express (depuis le 15 janvier 2009).

### Slogan
- 1975 – 1989 : « À deux pas de chez vous. »
- 1989 – 1994 : « Unis, les hommes sont plus forts. » / «Le bon prix, le bon choix»
- 1994 – 2011 : « U, les nouveaux commerçants »
- 2011 – 2018 : « U, le commerce qui profite à tous »
- Depuis juin 2018 : « U, commerçants autrement. »
- Depuis 4 mars 2022 : « Des valeurs fortes et des prix bas. »

Daniel Prévost prête sa voix pour les spots publicitaires à la radio et télévision (depuis janvier 2007 à la télévision) au groupe Système U depuis les années 1990, jusqu'en 2018. Puis Lorànt Deutsch est devenu la voix officielle des magasins U depuis 2017.

## Organisation
Regroupant à l'origine de simples épiceries et des supérettes concentrées dans la partie Ouest du territoire, le groupement est depuis fédéré à une centrale nationale basée à Rungis et quatre centrales régionales :
- centrale régionale Ouest basée à Carquefou ;
- centrale régionale Nord-Ouest basée à Caen ;
- centrale régionale Est basée à Mulhouse ;
- centrale régionale Sud basée à Vendargues et Clermont-l'Hérault.

Le 1er juillet 2017, les quatre centrales régionales sont regroupées en une seule et même structure baptisée U Enseigne.

### Direction du groupe
- Jean-Claude Jaunait (1973 – 2003)[33].
- Serge Papin (2005 – mai 2018)
- Dominique Schelcher (mai 2018 – en poste)

### Structure
Les Expan U sont des structures dédiées à l'expansion du réseau « U », gérées par chacune des coopératives régionales. Ayant pour vocation de faciliter l'entrepreneuriat, elle permet le parrainage financier, le cadre de la création et/ou de la reprise d'un magasin « U ». Cela a également été le cas lors du rachat de Telemarket en 2011.
Force U est un institut de formation interne dédié aux collaborateurs des magasins U fondé en 1991. Il propose des cycles de formation permettant de se former aux différents métiers de la distribution ou de valider des compétences. Il permet également aux associés et aux salariés en poste d'adapter ou d'accroître leurs compétences par des formations continues.
U emploi, le site internet commun aux centrales régionales qui propose des offres d'emploi des enseignes « U » déposées par les magasins et les centrales.
U Logistique est chargé de l'approvisionnement des magasins « U » en France, avec un pôle pour l’international, U Centrale Export.

## Implantation

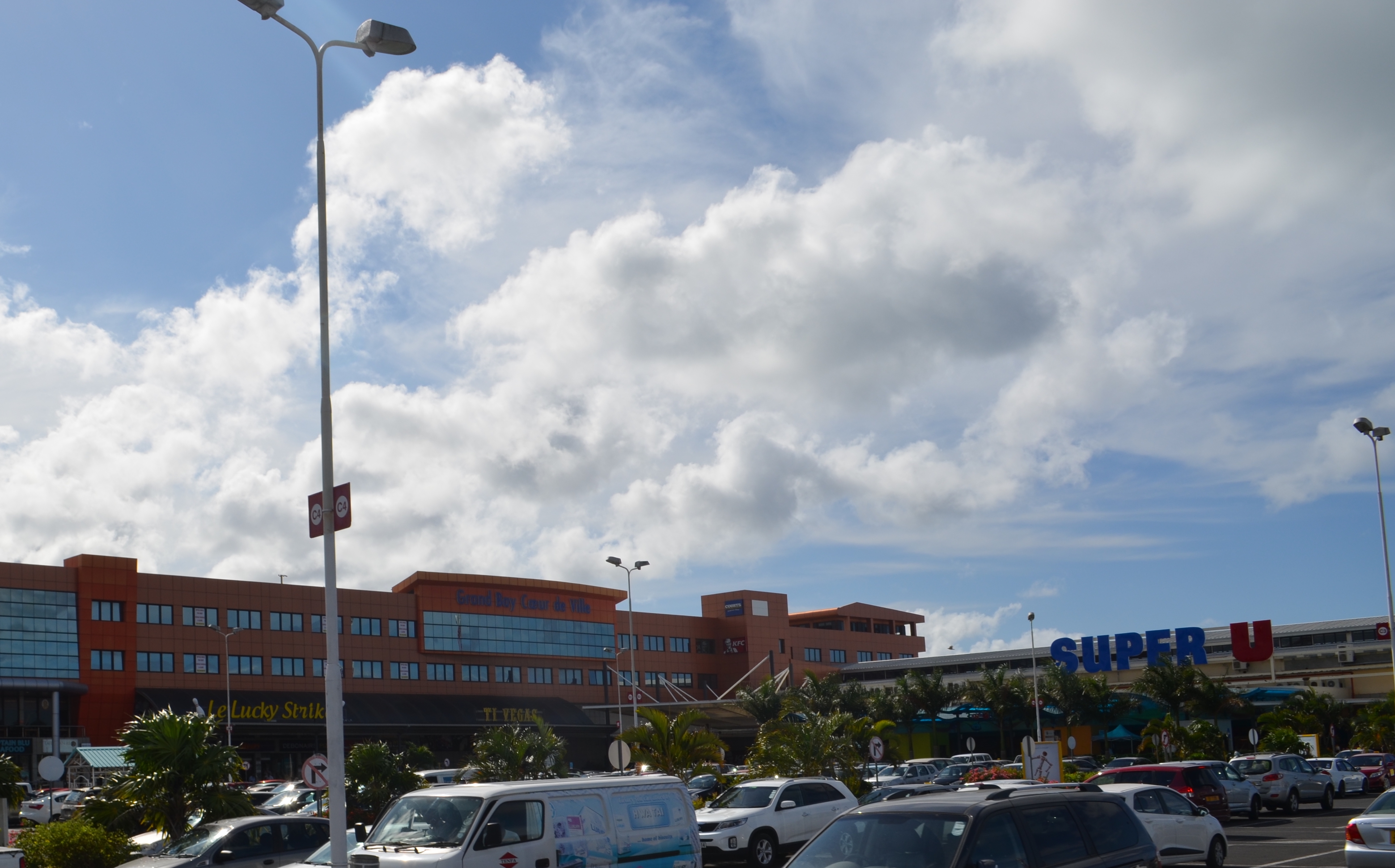
Super U à Grand Baie, Maurice.

En 2024, le groupe compte 1 726 points de vente dans 14 pays,.

### Europe
- Andorre
- France
- Monaco
- Suisse

### Afrique
- Burkina Faso
- Bénin
- Cameroun
- Côte d'Ivoire
- Gabon
- Guinée
- Maurice
- Madagascar
- Maroc
- Sénégal

### Océanie
- Polynésie Française

## Les enseignes du groupement
Coopérative U annonce en 2023, 1 726 magasins dans 11 pays :
- 67 Hyper U (hypermarché)
- 764 Super U (supermarché)
- 413 U Express (magasin de proximité en zone urbaine)
- 434 Utile (magasin de proximité en zone urbaine et rurale)

| Années / Enseignes | Hyper U (env.5 941 m2) | Super U (env. 2 674 m2) | U Express (env. 871 m2) | Utile (env. 323 m2) | Marché U (env. 710 m2) |
| ------------------ | ---------------------- | ----------------------- | ----------------------- | ------------------- | ---------------------- |
| 2010               | 59                     | 735                     | 150                     | 368                 | 95                     |
| 2012               | 70                     | 771                     | 268                     | 369                 | 26                     |
| 2013               | 71                     | 773                     | 294                     | 410                 | 11                     |
| 2015               | 68                     | 763                     | 326                     | 403                 | 6                      |
| 2016               | 69                     | 756                     | 338                     | 392                 | 6                      |
| 2018               | 65                     | 762                     | 341                     | 395                 | 5                      |
| 2021               | 67                     | 756                     | 408                     | 439                 | 0                      |
| 2022               | 67                     | 764                     | 413                     | 434                 | 0                      |

### Super U

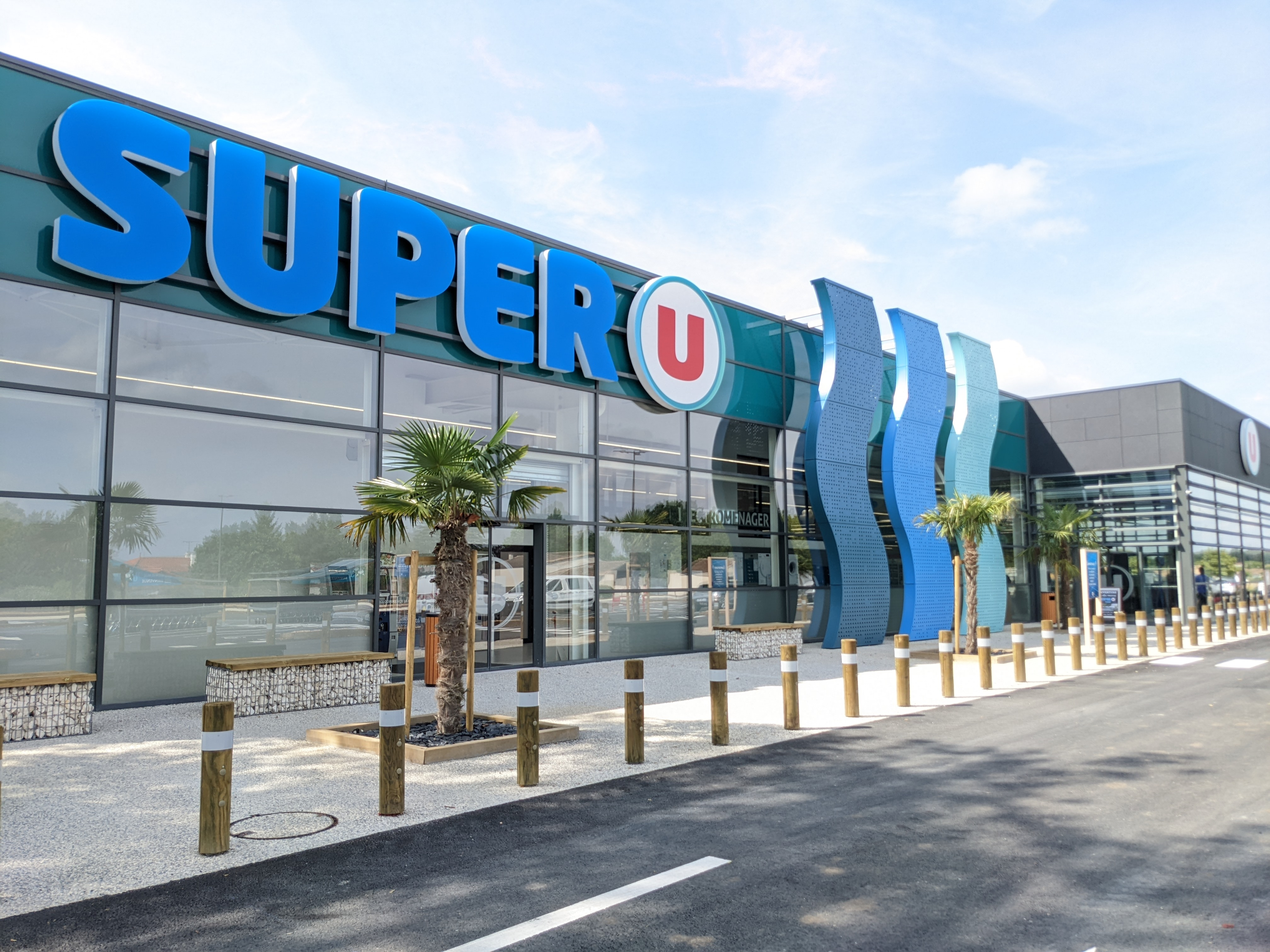
Super U de Cozes, France.

Le 6 juillet 1972, le premier Super U de France ouvre à Maizières-lès-Metz en Moselle. Créée par André et Marie-Odile Galby, cette enseigne a été déposée par Unico Metz à Borny[réf. nécessaire].

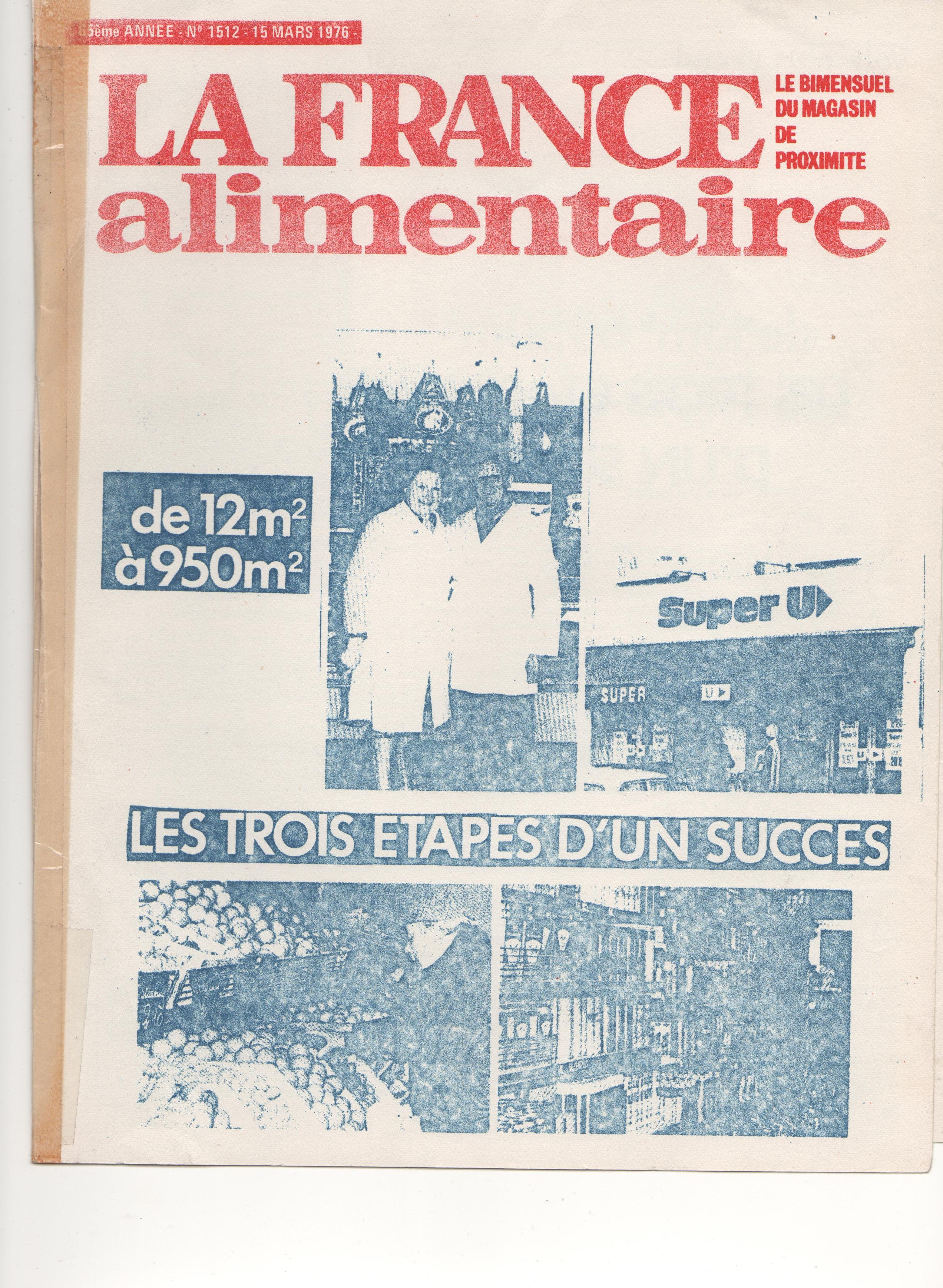
La France alimentaire.
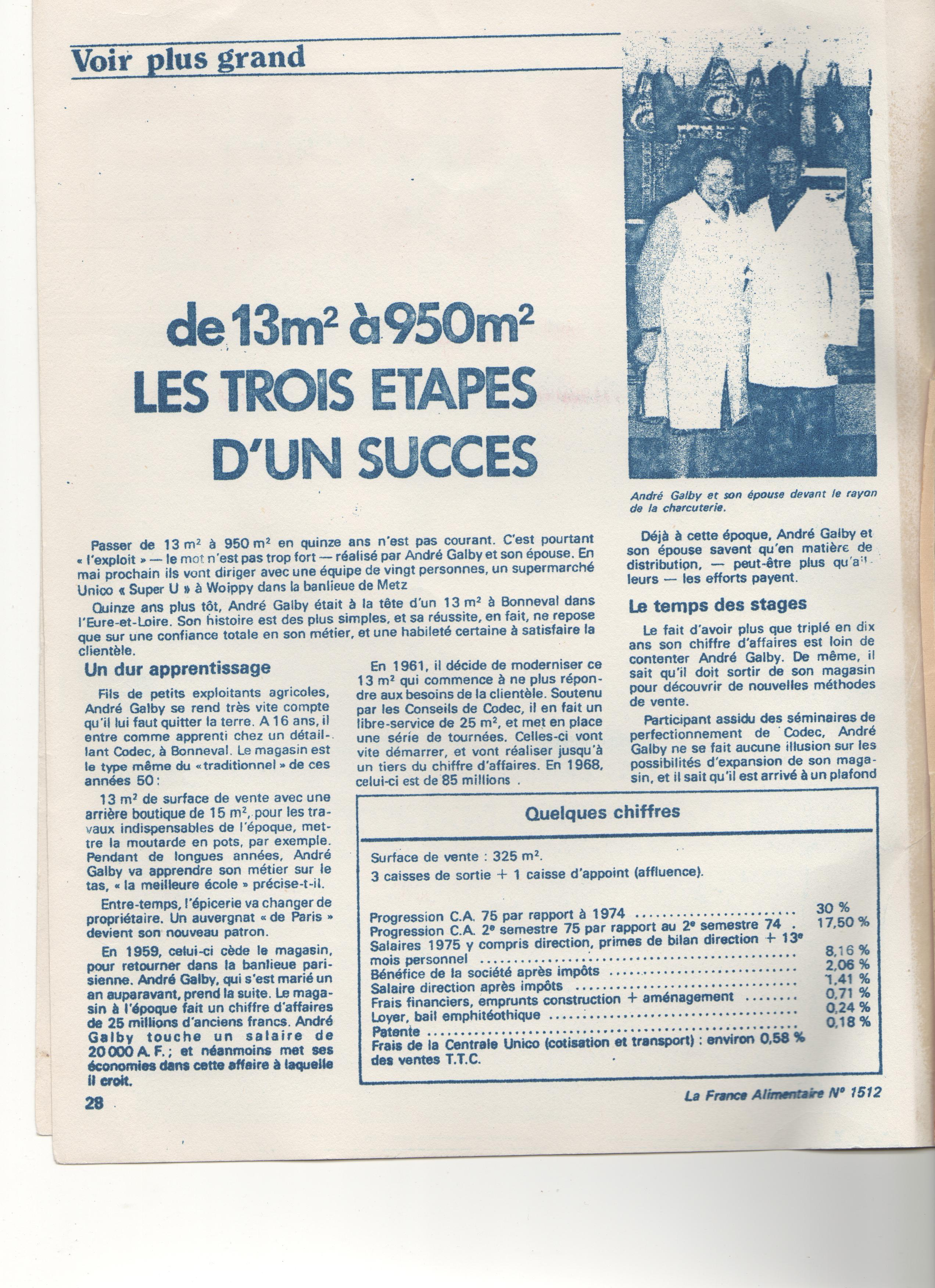
La France alimentaire, page 2.
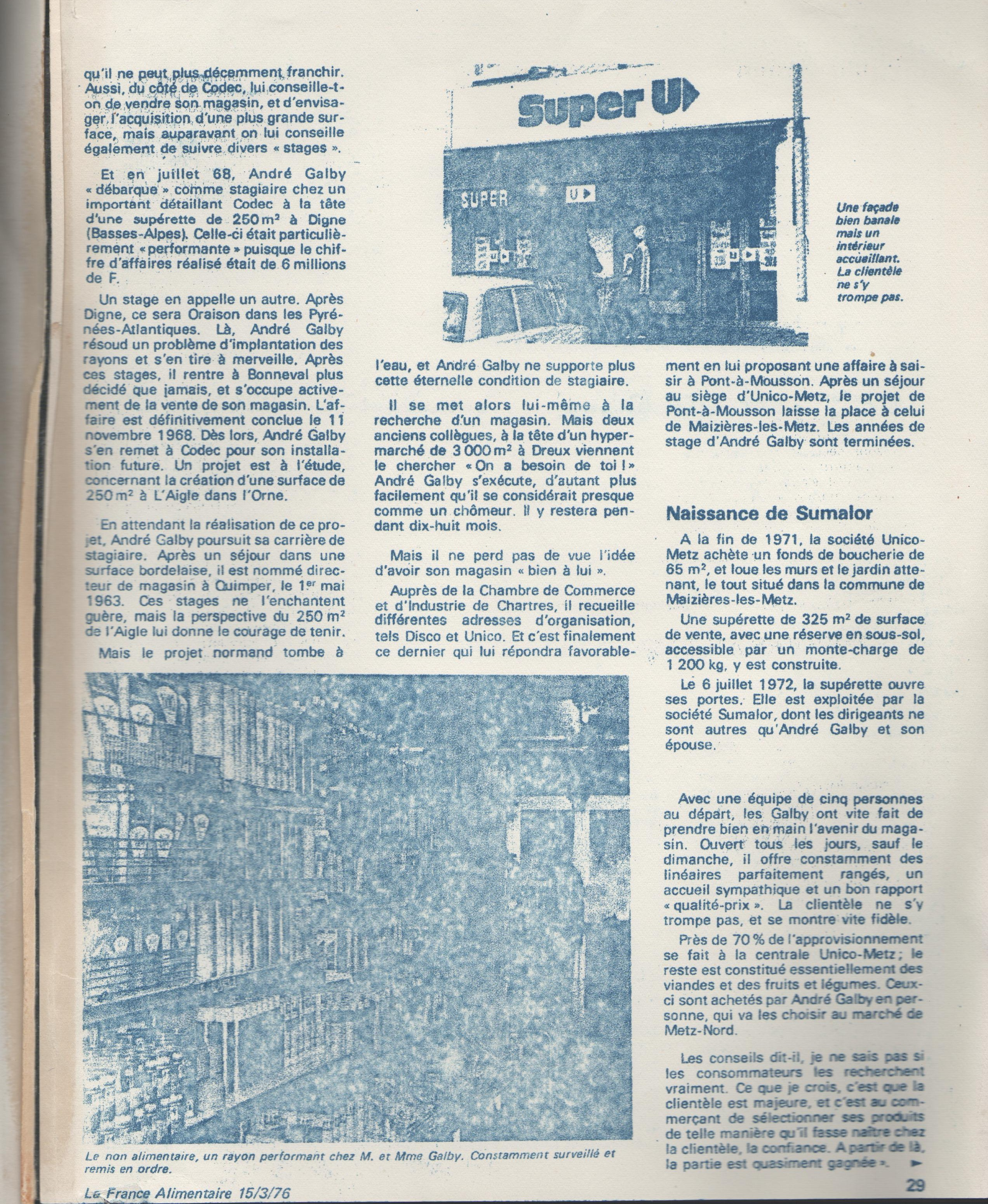
La France alimentaire, page 3.
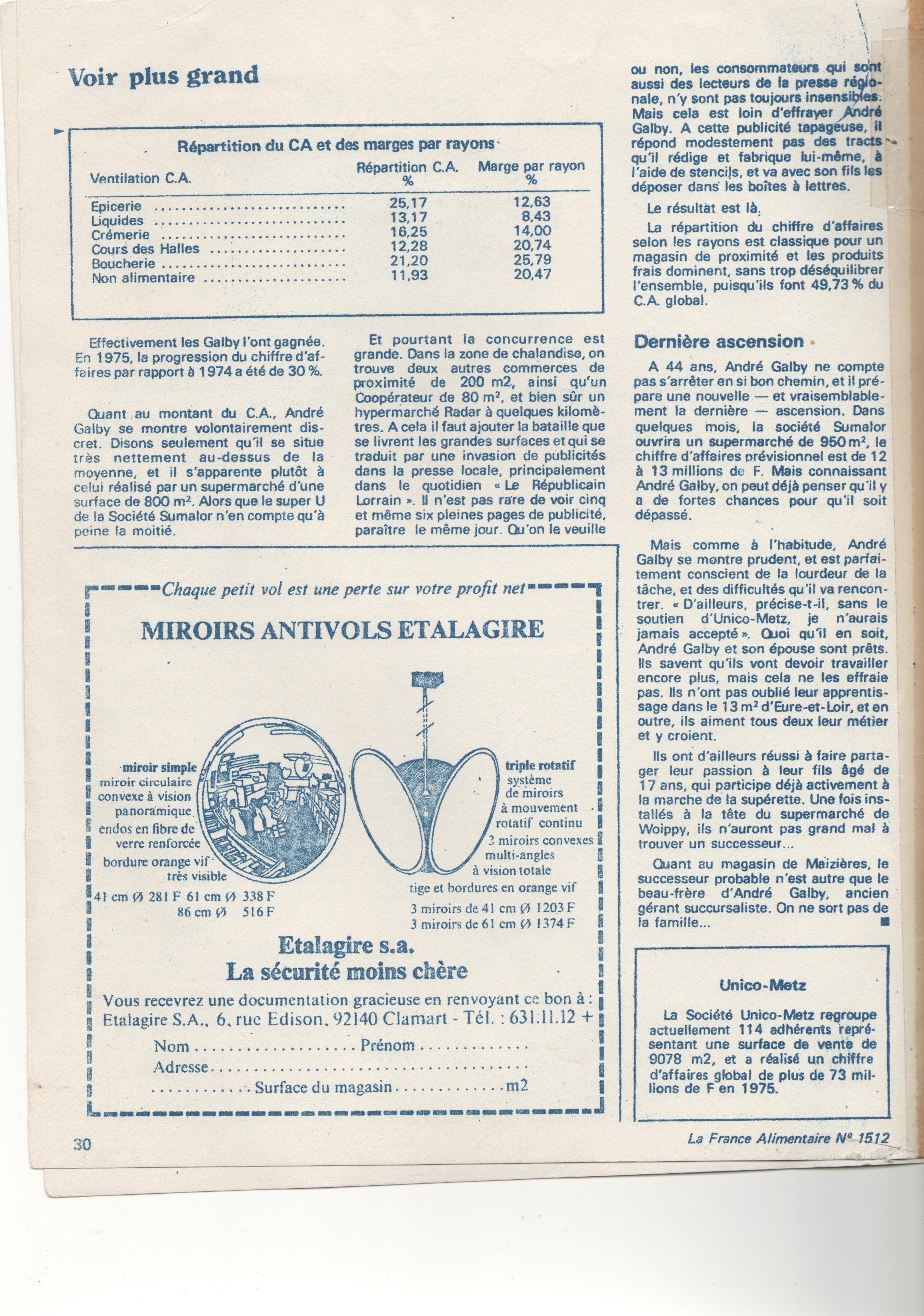
La France alimentaire, page 4.

### Hyper U

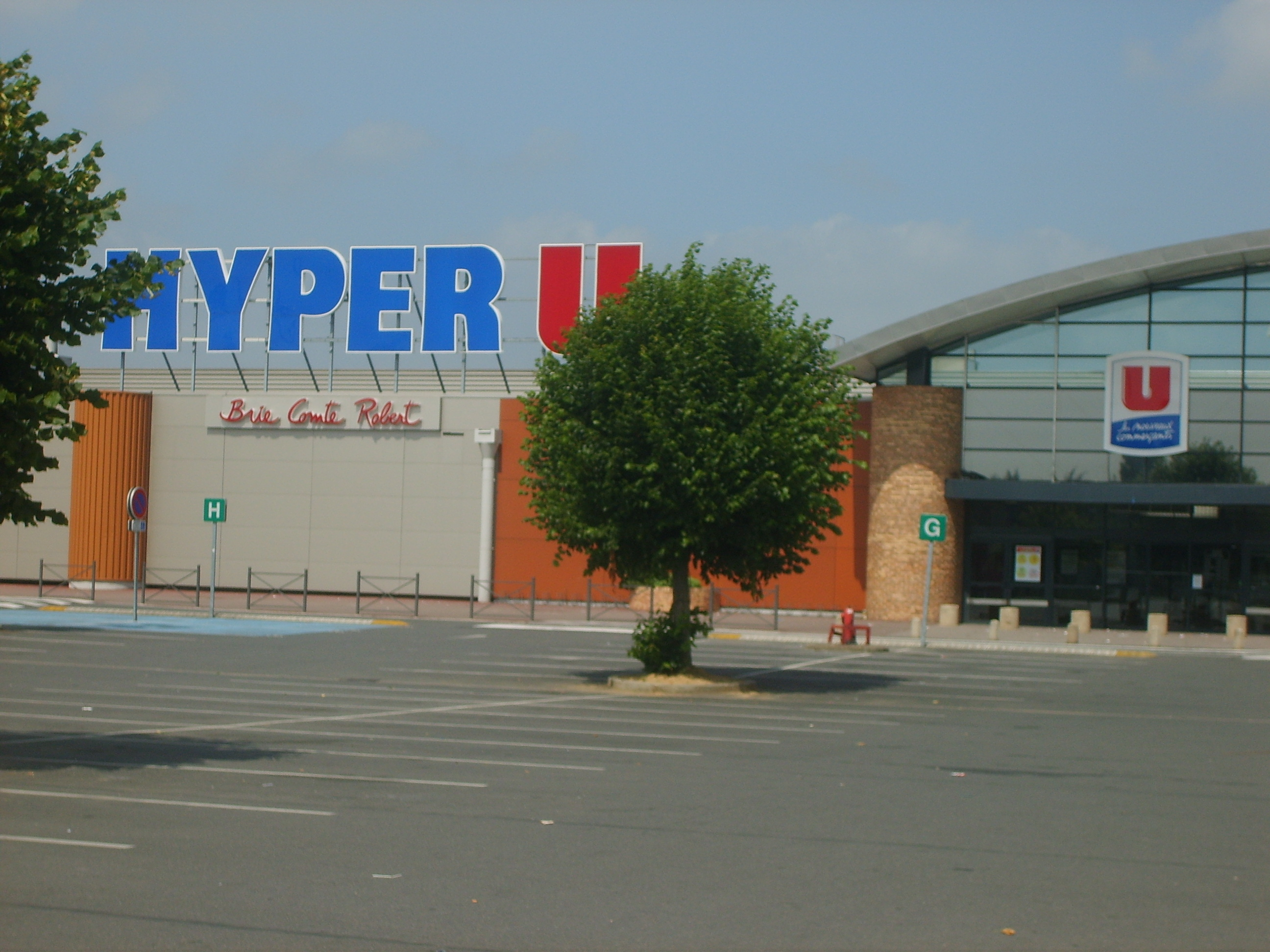
Un hypermarché Hyper U à Brie-Comte-Robert, France.

En 1983, Système U se lance dans le format hypermarché de plus de 2 500 m2 et crée l'enseigne Avenue.
En 1988, Avenue devient Hyper U.
Le magasin de Mûrs-Erigné (en périphérie sud d'Angers), le plus grand de France, est le premier hypermarché du groupe en termes de fréquentation et de chiffre d'affaires.

## Services

### U Location
U Location, créé en 2006 sous le nom Location U, est un service de location de véhicules utilitaires, uniquement, dans un premier temps, puis d'automobiles. C'est le 1er service de location lancé par une grande surface avant d'être repris par d'autres enseignes comme E.Leclerc, ou Carrefour.

Logo de Location U (de 2007 à 2009)
Logo de U Location (depuis 2017)

### U Mobile
En s'appuyant sur le réseau d'Orange avec la signature d'un accord de licence avec le premier opérateur français, U Mobile propose des offres prépayées et sans engagement. L'offre s'articule autour d'une gamme de packs (mobile + carte prépayée SIM), de cartes vendues seules et d'une gamme de recharges.
L'enseigne met en place une synergie entre U Mobile et le programme de fidélité Carte U (les achats rapportent des points U échangeables en minutes de communication).

### Site coursesu.com (U Drive)
Le service de courses en ligne des Magasins U. Les points de vente gèrent le commerce en ligne, de la prise de commande jusqu’à la livraison. Deux modes de livraison sont proposés, le retrait en magasin ou au drive et la livraison à domicile. Plus de 534 Magasins U proposent ce service.

Logo de coursesu.com (du 16 janvier 2009 au 7 juillet 2018).
Logo de U Drive (depuis le 7 juillet 2018)

### U-Telemarket
Telemarket est un cybermarché créé en 1983 livrant à domicile dans certaines villes d'Île-de-France. Il a été racheté en 2011 par Système U qui le rebaptise U-Telemarket, mais le cybermarché dépose le bilan et cesse toute activité le 26 juin 2013[réf. nécessaire].

## Critiques et controverses

### Conditions d'élevage des poules pondeuses
En septembre 2014, l'association L214 publie une vidéo dénonçant les conditions d'élevage en batterie des poules d'une exploitation qui fournit des œufs commercialisés sous la marque du distributeur ; elle demande à l'enseigne « de retirer de ses étals les œufs de poules élevées en cage », ce que celle-ci refuse, notamment dans l'objectif de proposer des prix bas,. En octobre 2016, Système U annonce ne plus vendre sous sa marque distributeur d'œufs produits par des poules élevées en cages.

### Présence de conservateur allergène
Le 7 juin 2017, l'UFC – Que choisir dénonce la présence du conservateur allergène méthylisothiazolinone dans un produit de la marque By U un savon présenté comme « extra doux ». Elle déconseille particulièrement l'utilisation de ce produit aux enfants, adolescents et femmes enceintes,.

### Contamination d’œufs au fipronil
En 2017, dans le cadre du scandale des œufs contaminés au fipronil, le ministère de l'Agriculture publie une liste dans laquelle Système U apparaît comme l'un des distributeurs de produits à bases d'œufs contaminés.

### Mise en place de vidéosurveillance algorithmique
En juillet 2023, StreetPress affirme que des magasins des enseignes Système U, ainsi que E. Leclerc, Carrefour, G20, Biocoop, Kiabi et la Fnac, ont déployé illégalement la solution de vidéosurveillance algorithmique de l'entreprise française Veesion, qui utilise l'intelligence artificielle pour surveiller le comportement de leur clientèle. Streetpress souligne que la loi du 19 mai 2023 relative aux jeux Olympiques et Paralympiques de 2024 n'autorise la vidéosurveillance que dans les « lieux accueillant des manifestations, leurs abords et les transports en commun », , ce qui exclut les magasins et la collecte de données biométriques précise La quadrature du net,. Cela ne respecte pas non plus le consentement selon la CNIL. L'association La quadrature du net affirme aussi que l'État a rappelé aux professionnels du secteur l'illégalité de la vidéosurveillance algorithmique en supermarché. Le 21 juin 2024, le Conseil d'État rejette la requête de Veesion qui demandait la suspension de la demande de mise en conformité de la CNIL et la condamnation aux dépens de la CNIL à 4 000 euros, en estimant que sa solution de vidéosurveillance pour détecter le vol à l'étalage n'est pas conforme au Règlement général sur la protection des données,.